# 23408 Beijingaoyun
A 23408 Beijingaoyun (ideiglenes jelöléssel 1977 TU3) a Naprendszer kisbolygóövében található aszteroida. A Bíbor-hegyi Obszervatórium fedezte fel 1977. október 12-én.